# 오순절
오순절(五旬節, 고대 그리스어: Πεντηκοστή, 영어: Pentecost)은 성령의 강림을 기념하는 기독교의 축일이다. 어원은 '50'인데, 예수의 부활 이후 50일째(부활하신 날까지 쳐서)되는 날에 성령이 강림한 것이 그 유래다. 원래는 유대인들이 처음 수확한 농산물을 바치는 날을 말한 것인데, 유월절과 무교절 후에 오는 초실절로부터 50일째 되는 날인 칠칠절이 변역되어 오순절로 정착되었다. 유대인들은 이날을 모세가 율법을 받으러 시내산에 올라간 날(Shavuot)로도 기념한다. 신약성경에 따르면 예수 이후부터는 오순절이라는 명칭으로 기념되기 시작했다. 예수의 부활로부터 50일째 되는 날 그의 제자들이 모인 곳에 성령(聖靈)이 강림하자, 이들이 성령에 충만하게 되어 전도활동을 시작하게 되었으므로 이 날을 성령 강림 대축일, 성령강림절, 또는 성령강림주일이라고도 한다. 사실상 기독교 초대교회의 성립일로 여겨지고 있다.

## 어원

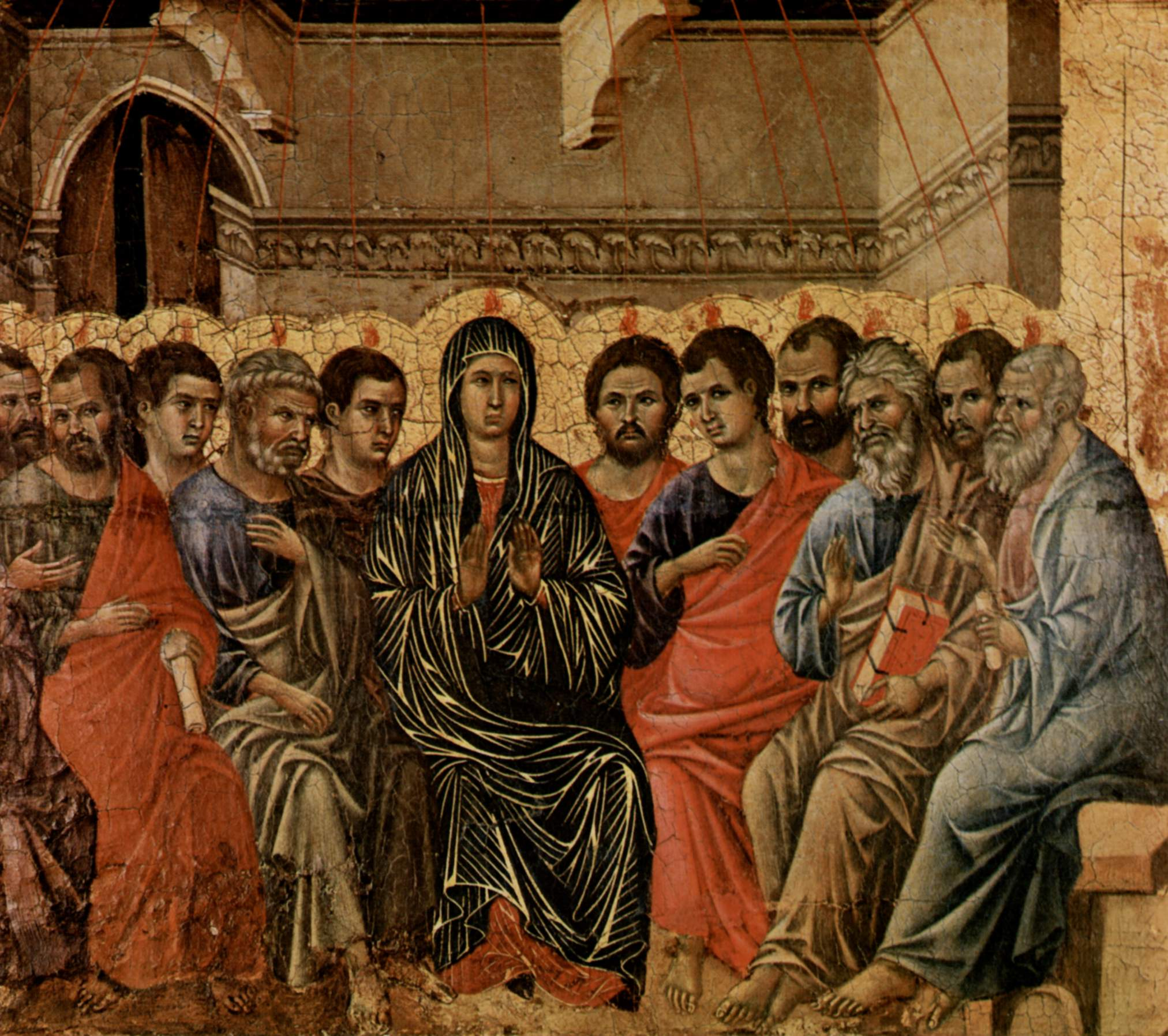
두오모 성당에 그려진 두초의 오순절 지키는 장면

오순절은 한자로 다섯 번의 열흘(旬:열흘 순)이 지난 날이라는 의미다. 70인역 성경에서 '50번째'라는 뜻의 '펜테코스테(Πεντηκοστή)'로 옮긴 것을 중역한 것이다. 70인역에서는 레위기 23장에서 50번째 되는 날인 칠칠절을 나타낼 때, 그리고 레위기 25장에서 50번째 해가 되는 희년을 나타낼 때 이 용어를 사용하였다. 필론과 요세푸스 등 헬레니즘 유대인들 역시 이 단어를 사용하였으며, 가톨릭 정경인 토비트와 마카베오하에서도 이 단어를 사용했다.

## 성경적 의의
초실절(=부활절)날 첫 열매로 부활하신 예수님께서 부활 후 40일째에 승천하시면서 오순절까지 예루살렘에서 약속한 성령을 기다리라고 말씀하셨다. 구약의 절기였던 칠칠절은 하나님께 십계명과 율법을 받아온 날이다. 칠칠절에 십계명과 율법을 주신 것처럼, 오순절에 약속된 성령을 주셔서 하루에 3천, 5천명씩 많은 영혼들이 구원 받게 되어 교회에 큰 부흥이 일어나고, 방언의 능력으로 이방인들에게까지 복음이 전파되었다. 사도 베드로는 오순절 성령이 요엘 선지자의 예언이 이루어졌다고 설교하였다.
그 후에 내가 내 신(저자 주: 성령)을 만민에게 부어 주리니 너희 자녀들이 장래일을 말할 것이며 너희 늙은이는 꿈을 꾸며 너희 젊은이는 이상을 볼 것이며— 요엘 2:28

그래서 많은 기독교에서 오순절을 성령 받는 날로 인식하고 있다. 또한 바벨탑 사건으로 사람들의 언어가 갈라지게 되었는데, 오순절 성령으로 인하여 다시 소통할 수 있는 계기가 된 사건으로 인식하고 있다.

## 오순절에 관한 배경 지식
- 초대교회 그리스도교인들은 대부분 유대인이었는데, 이는 전 세계로 복음을 전파하는데 언어적인 어려움이 존재했다.[18]
- 오순절 이전에는 이방인(유대인 이외의 자)들에게 그리스도의 복음을 전하지 않고, 유대인들에게만 복음을 전하였고, 오순절 이후부터 이방인들에게도 전하게 된 것이다.[19]
- 예수님께서 핍박 당하시고 승천하신 이후에도 제자들에게도 핍박이 존재했으나, 오순절 성령 이후 스데반 등 성령의 힘으로 이겨내는 모습들이 나타났다.[20]

## 신약 성경에 등장하는 오순절
- 초대 교회 성도들이 오순절 예배 드리는 장면

오순절날이 이미 이르매 저희가 다같이 한 곳에 모였더니— 사도행전 2:1

- 사도 바울이 예루살렘에서 오순절을 지키기 위해서 급히 가는 모습

바울이 아시아에서 지체치 않기 위하여 에베소를 지나 행선하기로 작정하였으니 이는 될 수 있는 대로 오순절 안에 예루살렘에 이르려고 급히 감이러라— 사도행전 20:16

- 사도 바울이 오순절을 에베소에서 지키려는 모습

내가 오순절까지 에베소에 유하려 함은— 고린도전서 16:8

## 성령강림주일 성서정과
아래 성령강림주일 성서정과(성서일과 聖書日課)는 현재 세계교회에서 사용하는 RCL(Revised Common Lectionary, 개정공동성서정과)에 근거한 것으로, 교파별로 큰 차이가 없다.
- 사도행전 2:1-21
- 고린도인들에게 보낸 첫째 편지(고린도전서) 12:4-13
- 요한복음 20:19-23
- 사도행전 10:44~48

## 같이 보기
- 성경의 절기
- 칠칠절
- 초실절
- 나팔절
- 희년
- 오순절주의